# Gropholmarna
Gropholmarna este o arie protejată (arie specială de conservare — SAC, sit de importanță comunitară — SCI) din Suedia întinsă pe o suprafață de 16,3 ha, integral pe uscat.

## Localizare
Centrul sitului Gropholmarna este situat la coordonatele 60°32′14″N 17°25′58″E / 60.5373°N 17.4328°E.

## Înființare
Situl Gropholmarna a fost declarat sit de importanță comunitară în ianuarie 1998 pentru a proteja un număr necunoscut de specii din flora spontană și fauna sălbatică aflate în arealul zonei. Situl a fost protejat și ca arie specială de conservare în martie 2011.

## Biodiversitate
Situată în ecoregiunea boreală, aria protejată conține 2 habitate naturale: Păduri de conifere pe eskere fluvioglaciare sau legate la acestea, Păduri fino-scandinave bogate în ierburi cu Picea abies.
La baza desemnării sitului se află un număr nedeclarat de specii protejate.